# Liceo de Ereván
El Liceo de Ereván (en azerí: İrəvan kişi gimnaziyası) fue una institución de educación secundaria en la ciudad de Ereván.

## Historia
El Liceo de Ereván se inauguró el 14 de enero de 1832. En el liceo tenían 216 estudiantes. El director del liceo era Vladimir Iosifovich Brazhnikov. Firidoun bey Kocharli, un destacado educador azerbaiyano, fue profesor nocturno en este liceo entre 1885 y 1895. Luego trabajó como profesor de caligrafía en la clase preparatoria.
La duración de la educación en el liceo fue de 4 años. En el año 1883 estudiaban en el liceo 37 azerbaiyanos. La primera graduación del gimnasio fue en 1885. Ismayil bey Shafibeyov era el jefe del departamento musulmán del Liceo de Ereván.
Mustafa Topchubashov, Akbar aga Sheykhulislamov, Teymur bey Makinski, Aziz Aliyev, Irza bey Hajibeylinski y Habib bey Salimov fueron algunos de los graduados del liceo más conocidos.